# Kypello Kyprou 1950-1951
La Kypello Kyprou 1950-1951 fu la 14ª edizione della coppa nazionale cipriota. Vide la vittoria finale dell'APOEL, che così giunse al suo quarto titolo.

## Formula
Presero parta alla manifestazione tutte le otto squadre di A' Katīgoria; il torneo prevedeva tre turni: quarti, semifinali e finale entrambe di sola andata; la squadra di casa era scelta per sorteggio. Se una partita veniva pareggiata, si andava i tempi supplementari: in caso di ulteriore pareggio, era prevista la ripetizione sul campo della squadra che era in trasferta. Come nelle due edizioni precedenti fu necessario ripetere la finale: stavolta la ripetizione fu dovuta alla pioggia.

## Partite

### Quarti di finale
Le partite sono state giocate il 14 gennaio 1951.
| Squadra 1          | Risultato | Squadra 2           |
| ------------------ | --------- | ------------------- |
| APOEL              | 2 - 1     | Pezoporikos Larnaca |
| Çetinkaya Türk     | 2 - 5     | EPA Larnaca         |
| Olympiakos Nicosia | 2 - 1     | AYMA Nicosia        |
| Anorthōsis         | 1 - 0     | AEL Limassol        |

### Semifinali
| Squadra 1          | Risultato | Squadra 2   |
| ------------------ | --------- | ----------- |
| Olympiakos Nicosia | 0 - 1     | APOEL       |
| Anorthōsis         | 2 - 3     | EPA Larnaca |

### Finale
| Nicosia 18 febbraio 1951 Finale | APOEL | 0 – 0 referto | EPA Larnaca | Stadio Vecchio GSP |

### Replay della finale
| Arbitro: | Faik Mouftizate |

| |           |  |
| Erodotos Georgiades 22’ Mikis Ioannides 35’ Giorgos Savvas (Kotsios) 51’ Andreas Pavlou (Keremezos) 59’, 83’ Andreas Stavrinides (Siantris) 67’, 69’ | Marcatori |  |

## Tabellone
|  | Quarti di finale    | Quarti di finale    | Quarti di finale |             |                    | Semifinali         | Semifinali | Semifinali |  |  | Finale | Finale | Finale |  |
|  |                     |                     |                  |             |                    |                    |            |            |  |  |        |        |        |  |
|  | Olympiakos Nicosia  | Olympiakos Nicosia  | 2                |             |                    |                    |            |            |  |  |        |        |        |  |
|  | Olympiakos Nicosia  | Olympiakos Nicosia  | 2                |             |                    |                    |            |            |  |  |        |        |        |  |
|  | AYMA Nicosia        | AYMA Nicosia        | 1                |             |                    |                    |            |            |  |  |        |        |        |  |
|  | AYMA Nicosia        | AYMA Nicosia        | 1                |             | Olympiakos Nicosia | Olympiakos Nicosia | 0          |            |  |  |        |        |        |  |
|  |                     |                     |                  |             | Olympiakos Nicosia | Olympiakos Nicosia | 0          |            |  |  |        |        |        |  |
|  |                     |                     | APOEL            | APOEL       | 1                  |                    |            |            |  |  |        |        |        |  |
|  | Pezoporikos Larnaca | Pezoporikos Larnaca | APOEL            | APOEL       | 1                  | 1                  |            |            |  |  |        |        |        |  |
|  | Pezoporikos Larnaca | Pezoporikos Larnaca |                  |             |                    |                    |            |            |  |  |        |        |        |  |
|  | APOEL               | APOEL               | 2                |             |                    |                    |            |            |  |  |        |        |        |  |
|  | APOEL               | APOEL               | 2                |             | APOEL              | APOEL              | 7          |            |  |  |        |        |        |  |
|  |                     |                     |                  |             |                    |                    |            |            |  |  |        |        |        |  |
|  |                     |                     | EPA Larnaca      | EPA Larnaca | 0                  |                    |            |            |  |  |        |        |        |  |
|  | EPA Larnaca         | EPA Larnaca         | EPA Larnaca      | EPA Larnaca | 0                  | 5                  |            |            |  |  |        |        |        |  |
|  | EPA Larnaca         | EPA Larnaca         |                  |             |                    |                    |            |            |  |  |        |        |        |  |
|  | Çetinkaya Türk      | Çetinkaya Türk      | 2                |             |                    |                    |            |            |  |  |        |        |        |  |
|  | Çetinkaya Türk      | Çetinkaya Türk      | 2                |             | EPA Larnaca        | EPA Larnaca        | 3          |            |  |  |        |        |        |  |
|  |                     |                     |                  |             | EPA Larnaca        | EPA Larnaca        | 3          |            |  |  |        |        |        |  |
|  |                     |                     | Anorthōsis       | Anorthōsis  | 2                  |                    |            |            |  |  |        |        |        |  |
|  | Anorthōsis          | Anorthōsis          | Anorthōsis       | Anorthōsis  | 2                  | 1                  |            |            |  |  |        |        |        |  |
|  | Anorthōsis          | Anorthōsis          |                  |             |                    |                    |            |            |  |  |        |        |        |  |
|  | AEL Limassol        | AEL Limassol        | 0                |             |                    |                    |            |            |  |  |        |        |        |  |